# Элла (король Дейры)
Элла (др.-англ. Ælla, англ. Aelle; умер около 599/600) — первый надёжно задокументированный англосаксонский правитель Дейры. Согласно «Аглосаксонской хронике», он правил в 560—588 годах, однако исследователи сомневаются в достоверности этих дат, поскольку, согласно сообщению Беды Достопочтенного, Элла был королём ещё в 597 году. По мнению Д. П. Кирби, Элла был королём Дейры в 569/572 — 599/600 годах. Согласно созданному в XII веке «Жизнеописанию Святого Освальда», он был убит своим преемником Этельриком, а его семья была вынуждена бежать из Дейры.

## Происхождение
Элла является первым надёжно задокументированным правителем Дейры — англосаксонского королевства, располагавшегося в Северной Англии между реками Хамбер и Тайн, которое в будущем объединилось с располагавшимся к северу от него королевством Берниция в королевство Нортумбрия. Согласно археологическим исследованиям, первые поселения германцев на территории современного Восточного Йоркшира, на которой возникла Дейра, были заложены в конце V века. «История бриттов» сообщает, что Дейру от Берниции впервые отделил Сёмил, прапрапрадед Эллы, живший около 450 года, полагая, что именно тогда возникло королевство. Однако имена королей между Сёмилом и Эллой неизвестны. Розмари Крэмп полагает, что Элла мог стать первым правителем Дейры из новой королевской линии.
«Англосаксонская хроника» приводит легендарную генеалогию предков Эллы вплоть до Одина, сообщая, что король был сыном Иффы.

## Биография
В общем тексте «Англосаксонской хроники» указано, что Элла стал королём Дейры в 560 году, а умер — в 588 году. В северной редакции хроники (списке G) дополнено, что он правил в течение 30 лет, поэтому король мог умереть в 590 году. Однако достоверность дат в «Англосаксонской хроники» исследователи ставят под сомнение, поскольку они противоречат свидетельству Беды Достопочтенного, называющему Эллу среди королей, которые правили в Англии во время прибытия в 597 году Августина. Он приводит рассказ о том, как папа Григорий I, который собирался отправить Августина в качестве миссионера к англосаксам, увидел в Риме английских мальчиков-рабов. Спросив, откуда они, ему ответили, что из провинции Дейра, после чего папа пошутил над латинским значением этого слова, сказав, оно взывает к милосердию. А когда узнал, что их короля зовут Элла, воскликнул: «Аллилуйя! Так будут петь в этой стране хвалу Богу Создателю». Позже сыну Эллы, Эдвину была поручена христианизация Нортумбрии. На основании сообщения Беды, Розмари Крэмп полагает, что он мог править в Дейре с конце 560-х и примерно до конца VII века.
Д. П. Кирби полагает, что дата смерти Эллы в «Англосаксонской хронике» (588 год) была получена из сочинения Беды, который указывал, что король Нортумбрии Этельфрит в 603 году управлял своим королевством уже 11-й год, поэтому взойти на престол он должен был в 593 году. С учётом того что Этельрик, преемник Эллы, правил 5 лет, вычитанием из 593 года составитель хроники получил, что первый король Дейры должен был умереть в 588 году. Кроме того, хронология построена исходя из предположения об идентичности короля Дейры Этельрика и короля Берниции Этельрика, отцом Этельфрика, однако подобную идентификацию некоторые историки считают ошибочной, считая их разными правителями. Поскольку в «Истории бриттов» указано, что Этельфрид правил Берницией 12 лет (с 592 или 593 года), прежде чем распространил свою власть на Дейру, сменить Этельрика в этом королевстве он должен был в 604 или 605 году. На основании этого, Д. П. Кирби полагает, что Элла умер в 599 или 600 году, а начал править в Дейре между 569 и 572 годами.
О биографии Эллы практически ничего неизвестно. Высказывались предположения, что он мог наследовать королю Берниции Иде (умер в 559/560), который мог управлять ещё и Дейрой. Возможно, что он смог расширить территорию королевства за счёт долины реки Уорф, которая была заселена бриттами.
Обстоятельства смерти Эллы неизвестны. «Англосаксонская хроника» просто сообщает, о том что он умер и его сменил Этельрик. Однако созданная в XII веке «Vita Sancti Oswaldi» (Жизнеописание Святого Освальда) указывает, что Элла был убит Этельриком. В любом случае, вскоре после его смерти семья была вынуждена бежать из Дейры, власть в которой захватил король Берниции.

## Семья
Документально подтверждено наличие двух детей Эллы:
- Эдвин Святой (около 586 — октябрь 633), король Нортумбрии (Дейры и Бепемции) с около 616 года[6][10][20].
- Аха[англ.]; муж: Этельфрит (умер около 616), король Берниции с 592 года, король Нортумбрии (Дейры и Берниции) с около 604 года; брак с Ахой закрепил притязания Этельфрита на Дейру[6][10][21].

Высказывались разные версии о степени родства Эллы и его преемника Этельрика. По одной версии, Этельрик мог быть братом Эллы, по другой — сыном. Высказывались также предположения о том, что он тождественен королю Берниции Этельрику, отцу Этельфрита, однако Барбара Йорк указывает, что составитель «Англосаксонской хроники» ошибочно посчитал правителей Берниции и Дейры одним человеком, чем запутал хронологию. 
Кроме того, Беда упоминает, что у короля Эдвина был племянник по имени Херерик, отец Хильды Святой (614 — 680), аббатисы монастыря в Уитби, и Хересвинты, жена короля Восточной Англии Эгрика. Соответственно, его отец был неизвестным по имени сыном короля Эллы. Однако высказывались и другие версии происхождения Херерика. Так в «Хронике» Флоренса Вустерского он назван сыном Эдфрита, одного из сыновей Эдвина Святого, Фрэнк Стентон считал его сыном неизвестного по имени племянника Эдвина. Барбара Йорк в приводимой генеалогии королей Дейры показывает Херерика братом Эдвина, однако в другом месте называет племянником.